# Hannu Norjanen
Hannu Norjanen, född 25 februari 1964 i Virmo, är en finländsk kapellmästare och kördirigent.
Efter studier vid Sibelius-Akademin i orgelspel, körledning (för Matti Hyökki) och orkesterdirigering (för bland andra Jorma Panula och Leif Segerstam) var Norjanen dirigent för stadsorkestern i Villmanstrand 1998–1999 och stadsorkestern i Vasa från 1999. Som dirigent för Tapiolan Kamarikuoro 1998–2001 har han på CD spelat in Sibelius och Kuulas samlade verk för blandad kör och damkör, och med Amici Cantus Rautavaaras hela produktion för manskör.